# If I Were a Boy
«If I Were a Boy» (en español: «Si yo fuera un chico») es una canción de la cantautora estadounidense BC Jean e interpretada en 2008 por Beyoncé. Esta versión fue producida por Toby Gad y lanzada alrededor del mundo junto a "Single Ladies (Put a Ring on It)" por la disquera Columbia Records, durante el último cuarto del año 2008, como el primer sencillo del tercer álbum de estudio de la cantante, I Am... Sasha Fierce (2008). El vídeo musical de la canción ha sido visto más de 400 millones de veces en YouTube. Según Nielsen SoundScan, hasta octubre de 2012, «If I Were a Boy» vendió 2 844 000 descargas en Estados Unidos, donde se convirtió en el tercer sencillo más vendido de I Am... Sasha Fierce, después de «Single Ladies (Put a Ring on It)» y «Halo».

## Lanzamiento
"If I were a boy" fue lanzado el lunes 8 de septiembre de 2008 en los Reino Unido. La fecha coincidió con los lanzamientos de los sencillos "Forgive me" de Leona Lewis, "Womanizer" de Britney Spears y "Keeps gettin' better" de Christina Aguilera. Los medios de comunicación británicos denominaron como «Super Monday» a aquel día, pues es el día de los lanzamientos de los sencillos más esperados por los seguidores de las cuatro cantantes.

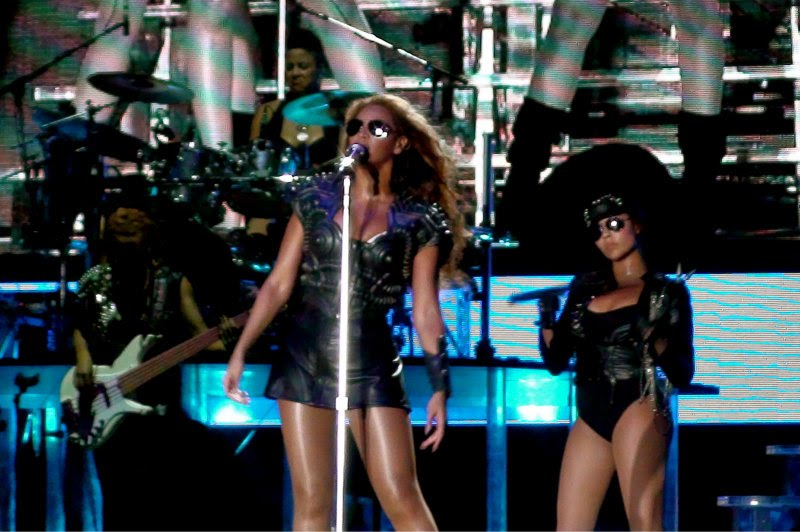
Beyoncé interpretando "If I Were a Boy" durante su gira I Am... Tour en Brasil.

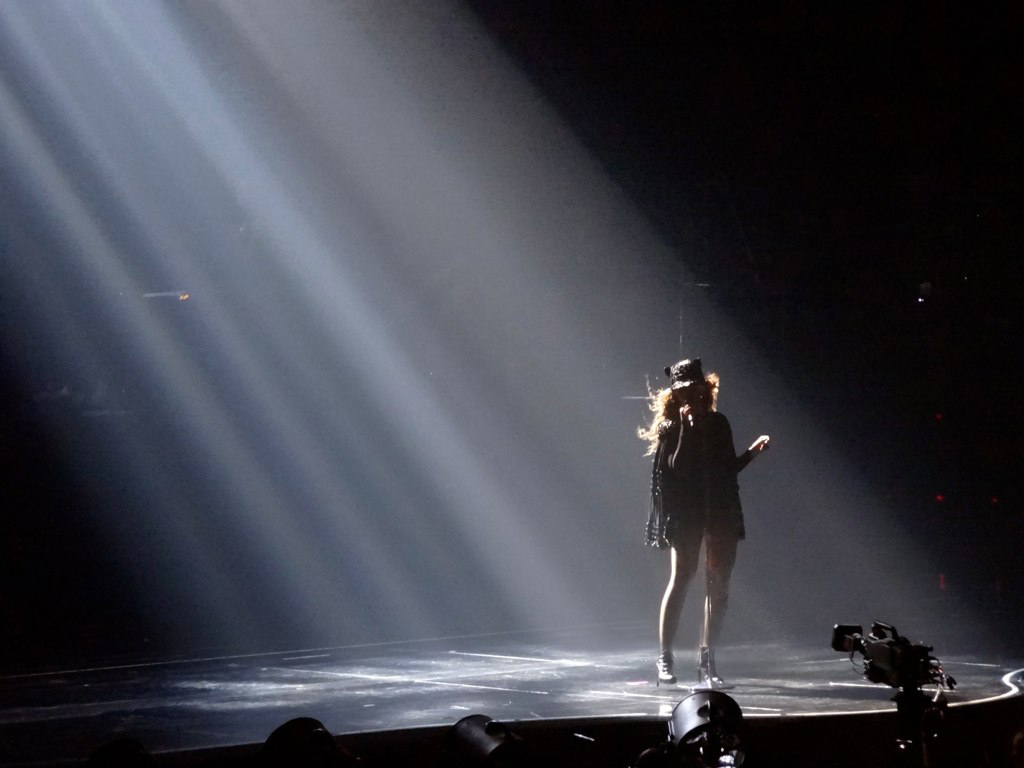
Beyoncé interpretando "If I Were a Boy" durante su gira The Mrs. Carter Show World Tour en Montreal.

## Reseñas

### Billboard
"If I were a boy" tuvo un muy buen recibimiento por parte de los críticos. Chuck Taylor de Billboard escribió que "If I were a boy" es la «oferta más influyente» de Beyoncé «desde "Listen" de la película Dreamgirls», señaló que «su interpretación quita la respiración» pues es «exquisitamente emotiva, afligida y madura», catalogó a su letra como «un libro de tormento» y finalizó su reseña escribiendo que "If I were a boy" «emana toda la fragancia de una nominación al Grammy».

## Video musical
Al igual que el video musical de "Single ladies (Put a ring on it)", el video musical de "If I were a boy" fue dirigido por Jake Nava, quien anteriormente trabajó con Beyoncé como director de los videos musicales de "Crazy in love", "Baby boy", "Naughty girl" y "Beautiful liar". Su línea de historia, completamente en blanco y negro, muestra a Beyoncé y a su pareja, un hombre, con los roles de su relación invertidos. La cantante interpreta a una oficial de policía del New York City Police Department que utiliza el trabajo como excusa para ignorar a su pareja mientras su esposo se queda en casa sufriendo por el engaño. El final del videoclip muestra que esta es la situación que realmente ella está viviendo, es ella imaginando qué sucedería si fuera al revés.
En una entrevista con la revista estadounidense Billboard la cantante declaró respecto al video musical de "If I were a boy":

Es como Freaky Friday. Al comienzo del video, mi esposo me hace desayuno y está emocionado, y yo soy más como que no tengo tiempo para comer. Como oficial de policía, tengo un compañero masculino y el video es sobre nuestros días. Mi esposo está en el trabajo y chicas atractivas le coquetean pero no les pone atención. Tengo un hombre coqueteándome, y yo le coqueteo. Es sobre todas las cosas pequeñas que significan mucho en una relación. Al final del video, te das cuenta de que estaba representando su vida, y todo empieza de nuevo. Él es el policía y todo lo que pasaba era realmente él haciéndomelo a mí.
Beyoncé

## Formatos
| If I Were a Boy(Bc Jean) Who was who wrote the song. Dance Mixes EP 1. "If I Were A Boy (Maurice Joshua Mojo Uk Main Mix)" - 6:30 2. "If I Were A Boy (Maurice Joshua Mojo Uk Dub Mix)" - 6:28 3. "If I Were A Boy (Karmatronic Main Mix)" - 6:25 4. "If I Were A Boy (Dj Escape & Dom Capello Main Remix)" - 8:28 5. "If I Were A Boy (Maurice Joshua Uk Radio Edit)" - 3:14 6. "If I Were A Boy (Karmatronic Radio Edit)" - 3:31 7. "If I Were A Boy (Dj Escape & Dom Castello Radio Edit)" - 4:07 Dance Mixes EP Vol. 2 1. "If I Were A Boy (Lost Daze Remix Main)" - 5:08 2. "If I Were A Boy (Mark Picchiotti Remix Club)" - 7:15 3. "If I Were A Boy (Mark Picchiotti Remix Dub)" - 7:15 4. "If I Were A Boy (Chase Girls Club Mix)" - 8:28 5. "If I Were A Boy (Lost Daze Radio Edit)" - 3:05 6. "If I Were A Boy (Mark Picchiotti Radio Edit)" - 3:42 7. "If I Were A Boy (Chase Girls Radio Edit)" - 3:31 | CD sencillo 1. "If I Were a Boy" - 4:10 2. "Single Ladies (Put a Ring on It)" - 3:13 Remixes CD 1. "If I Were a Boy" 2. "If I Were A Boy (If I Were A Girl Remix) (feat. Lee Carr) - 4:09 3. "If I Were A Boy (Official Remix) (feat. R. Kelly) - 5:16 Spanish Promo Only CD single 1. "Si yo fuera un chico" - 4:09 2. "If I Were A Boy" - 4:10 |

## Rendimiento en las listas musicales de canciones

### América
"If I were a boy" tuvo un gran éxito en América Anglosajona. Ingresó al top 5 de las listas musicales de canciones de Canadá y los Estados Unidos.
En los Estados Unidos "If I were a boy" se posicionó número 3 en el Billboard Hot 100 —detrás de los éxitos locales "Whatever you like" y "Live your life" del rapero T.I.—, tras debutar número 1 en el Hot Digital Songs con ventas de 190.000 descargas. "If I were a boy" se convirtió en el décimo sencillo top 10 de Beyoncé como solista en el Hot 100 y en el primero de ellos después del dueto con Shakira "Beautiful liar", el cual se posicionó número 3 en el mismo en el año 2007.

### Europa
"If I were a boy" ha tenido un gran éxito en Europa. Este se posicionó número 1 en las listas musicales de sencillos de Dinamarca, Noruega, el Reino Unido,España y Suecia; ingresó al top 5 de las listas musicales de sencillos de Irlanda, los Países Bajos y Suiza; y se posicionó número 2 en el European Hot 100 Singles de Billboard.
En el Reino Unido "If I were a boy" debutó el 9 de noviembre de 2008 en la posición número 2 del UK Singles Chart, detrás de "Hero" de los finalistas de Factor X. Este superó a los ingresos de "Womanizer" de Britney Spears, "Forgive me" de Leona Lewis y "Keeps gettin' better" de Christina Aguilera, los cuales debutaron en las posiciones número 4, número 5 y número 14 en la lista musical, respectivamente. Con ello, el «Super Monday» creado por los medios de comunicación británicos, culminó con la victoria de Beyoncé. En su tercera semana, tras haber descendido una posición con el ascenso de "Live your life" de T.I. con Rihanna, "If I were a boy" ascendió a la posición número 1 del UK Singles Chart, en el cual se convirtió en el cuarto sencillo número 1 de la cantante y en el primero de ellos después de "Beautiful liar"; esto, tras arrebatarle dicha posición a "Hero" de los finalistas de Factor X, el cual permaneció en el número 1 del UK Singles Chart durante tres semanas consecutivas. El ascenso de "If I were a boy" en el Reino Unido, coincidió con el debut de I am... Sasha Fierce en la posición número 10 del UK Album Chart.

## Listas musicales de canciones
| América        |                   |    |
| Canadá         | Canadian Hot 100  | 4  |
| Chile          | 40 principales    | 1  |
| Estados Unidos | Billboard Hot 100 | 3  |
| Asia           |                   |    |
| Japón          | Hot 100 Singles   | 10 |
| Europa         |                   |    |
| Alemania       | Top 100 Singles   | 3  |
| Austria        | Top 75 Singles    | 3  |
| Bélgica        | Top 40 Singles    | 4  |
| Dinamarca      | Top 40 Singles    | 1  |
| España         | Top 50 Singles    | 4  |
| Finlandia      | Top 20 Singles    | 11 |
| Francia        | Top 100 Singles   | 5  |
| Irlanda        | Top 50 Singles    | 2  |
| Italia         | Top 20 Singles    | 4  |
| Noruega        | Top 20 Singles    | 1  |
| Países Bajos   | Top 100 Singles   | 2  |
| Reino Unido    | Top 75 Singles    | 1  |
| Suecia         | Top 60 Singles    | 1  |
| Suiza          | Top 100 Singles   | 3  |
| Oceanía        |                   |    |
| Australia      | Top 50 Singles    | 3  |
| Nueva Zelanda  | Top 40 Singles    | 2  |

| Europa                   |   |
| European Hot 100 Singles | 1 |

### Anuales

#### 2008
| Oceanía   |    |
| Australia | 44 |

### Procesiones y sucesiones
| Predecesor: "Silly Really" de Per Gessle         | Top 60 Singles - Sencillo N° 1 4 de noviembre de 2008 - 18 de noviembre de 2008           | Sucesor: "Chinese Democracy" de Guns N' Roses |
| Predecesor: "Womanizer" de Britney Spears        | Top 20 Singles - Sencillo N° 1 11 de noviembre de 2008 - 18 de noviembre de 2008          | Sucesor: "Chinese Democracy" de Guns N' Roses |
| Predecesor: "Hero" de los finalistas de X Factor | Top 75 Singles - Sencillo N° 1 24 de noviembre de 2008 - 1 de diciembre de 2008           | Sucesor: "Greatest Day" de Take That          |
| Predecesor: "Hot N Cold" de Katy Perry           | Top 40 Singles - Sencillo N° 1 28 de noviembre de 2008 - 4 de diciembre de 2008           | Sucesor: "Hot N Cold" de Katy Perry           |
| Predecesor: "Infinity 2008" de Guru Josh Project | European Hot 100 Singles - Sencillo N° 1 6 de diciembre de 2008 - 20 de diciembre de 2008 | Sucesor: "Womanizer" de Britney Spears        |